# 4861 Неміровський
4861 Неміро́вський (4861 Nemirovskij) — астероїд головного поясу, відкритий 27 серпня 1987 року.
Тіссеранів параметр щодо Юпітера — 3,250.